# Періяпуллумалай (Грама Ніладхарі)
Грама Ніладхарі Періяпуллумалай (№ 146) — Грама Ніладхарі підрозділу ОС Еравур-Патту, округ Баттікалоа, Східна провінція, Шрі-Ланка.